# Alberto Dow
Alberto Dow Dow (Ciego de Ávila, Cuba, 8 de abril de 1923-Cali, Colombia, 24 de febrero de 1990) fue un escritor, dramaturgo y médico colombiano, nacido en Cuba de padres libaneses.
Durante su infancia, su familia se trasladó a Colombia, donde una rama de sus parientes conformaba una distinguida dinastía de médicos. Entre ellos se encontraba su primo, Salomón Hakim Dow, reconocido por su descubrimiento del síndrome de hidrocefalia normotensiva y por la invención de la válvula utilizada en su tratamiento.

## Biografía
Alberto Dow nació en Ciego de Ávila, Cuba, pero desde una edad temprana se estableció en Colombia, país al que estuvo estrechamente ligado en su desarrollo cultural.
Se graduó como médico en la Universidad Nacional de Colombia, simultáneamente estudiando violín. Especializándose en pediatría, fundó el Centro de Higiene de la Guajira en 1949 por encargo del Ministerio de Salud.
Su pasión por la literatura y la música lo llevó a obtener reconocimientos nacionales e internacionales por sus obras literarias y su contribución al campo musical. Participó activamente en la creación de las primeras orquestas de cuerdas en el Valle del Cauca y se destacó como violinista.
Además, estuvo vinculado a la creación del Museo de Arte Moderno La Tertulia y abogó por el seguro social desde sus inicios, apoyando políticas de cobertura en salud para los menos favorecidos, un derecho que consideraba esencial en una sociedad justa.

## Contribución al desarrollo cultural y artístico
Alberto Dow desempeñó un papel crucial en el desarrollo cultural de la región. Su residencia fue el epicentro de encuentros entre múltiples artistas como Fanny Mikey, Enrique Buenaventura, Delia y Manuel Zapata Olivella, Eutiquio Leal, Maria Thereza Negreiros, Pedro Alcántara, Hernando Tejada, Rosalia Cruz, Lino Gil Jaramillo, Octavio Marulanda, entre otros. Estos encuentros propiciaron debates en el ámbito artístico y fortalecieron el intercambio cultural en la región.
Su influencia en la formación de sus hijos es notable; Sergio Alberto Dow se destacó como director de cine, Vivian Dow se convirtió en una talentosa pianista, y Maria Lavinia Dow quien también formó parte de su familia.

## Obra
Entre las obras destacadas de Alberto Dow se encuentran:
- «Los ángeles y los buitres» (2001) Medellín: Universidad EAFIT.
- «La nave almirante» (2001) Medellín: Universidad EAFIT.
- «Guandurú el espíritu del mal» (1958).
- «El pequeño dictador» (1982).
- «El rey» (1980). Bogotá: Plaza & Janés Editores.
- «El amable señor Viveros» (1964). Bogotá: La Idea.
- «Unos años, una noche» (1963). Cali: Editorial Pacífico.
- «La sangre petrificada: El diablo, el ángel y la mujer» (1951). Bogotá: Espiral.
- «Doce cuentos» (1948). Editorial Etobar.

## Legado
Alberto Dow falleció en 1990 a la edad de 66 años, dejando un legado cultural significativo y una influencia perdurable en la escena artística y literaria de la región. Su obra literaria, su compromiso con la música y su incansable labor en el ámbito social siguen siendo recordados y valorados hasta el día de hoy.